# Francis Joins the WACS
Francis Joins the WACS è un film del 1954 diretto da Arthur Lubin, quinto episodio della saga di Francis, il mulo parlante.

## Trama
Peter Stirling, richiamato in servizio attivo dall'esercito, viene assegnato per errore ad una base della Women's Army Corps (WACS), la divisione femminile dell'esercito statunitense; qui ritroverà il suo vecchio amico Francis il mulo parlante con il quale sarà protagonista di numerose situazioni surreali tipiche della commedia degli equivoci.

## Produzione
Parte delle riprese vennero girate presso la base militare di Fort Ord vicino a Monterey in California.

## Distribuzione
Il film venne proiettato in anteprima a New York il 30 luglio 1954, uscì poi nelle sale americane nel successivo mese di agosto. L'incasso complessivo fu di circa 1,9 milioni di dollari, il secondo miglior incasso per i film della serie di Francis usciti sino ad allora, battuto solo dal primo episodio.